# Buitendienststelling
Een buitendienststelling wordt bij ProRail aangevraagd op het moment dat er werkzaamheden op of nabij de spoorbaan uitgevoerd moeten worden. 
Er kan hierbij sprake zijn van werkzaamheden aan het spoor maar ook aan het inschuiven van het wegdek van een viaduct of het uitvoeren van doorpersingen.
Een buitendienststelling moet circa 13 weken voor aanvang van de werkzaamheden aangevraagd worden en hier zijn substantiële kosten aan verbonden. Veelal worden de werkzaamheden 's nachts of in het weekend uitgevoerd.
Minder ingrijpende werkzaamheden kunnen ook onder supervisie van een veiligheidsman uitgevoerd worden zolang het spoor in dienst blijft. Er wordt hierbij nog onderscheid gemaakt tussen de positie waar de werkzaamheden uitgevoerd worden, binnen of buiten het profiel van vrije ruimte.